# Dimitri Champion
Dimitri Champion (La Rochelle, 1983. szeptember 6. –) francia profi kerékpáros. 2012-ben visszavonult a versenyzéstől.

## Eredményei
2005
1. - Chrono des Nations - U23
1., 4. szakasz - Tour d'Alsace
1., Francia országúti bajnokság - Időfutam-bajnokság - U23 
3. - GP de la Tomate
2006
3. - Saint-Jean de Monts
3. - Boucles de la Marne
5., összetettben - Tour de la Guadeloupe
2007
2., Francia országúti bajnokság - Időfutam-bajnokság
2008
4., Francia országúti bajnokság - Mezőnyverseny
9., Francia országúti bajnokság - Időfutam-bajnokság
2009
1. - Hellemmes
1., Francia országúti bajnokság - Mezőnyverseny 
1. - Tour du Finistère
1., összetettben - Circuit des Ardennes
3. - Camors Criterium
4. - Trophée des Grimpeurs
4. - Marquette-lez-Lille
6., összetettben - Kreiz Breizh Elite
1., 1. szakasz
7., Francia országúti bajnokság - Időfutam-bajnokság
9. - Tour du Doubs
2011
10., Francia országúti bajnokság - Időfutam-bajnokság

## Grand Tour eredményei
| Grand Tour | 2007    | 2008 | 2009 | 2010 | 2011 |
| ---------- | ------- | ---- | ---- | ---- | ---- |
| Giro       | -       | -    | -    | -    | -    |
| Tour       | -       | -    | -    | 160. | -    |
| Vuelta     | feladta | 106. | -    | -    |      |